# Heterostemma
Heterostemma es un género de enredaderas de la familia Apocynaceae y el único miembro de la subtribu Heterostemminae. Contiene 46 especies. Es originario de Asia y Australia. Se distribuye por Australia, China y la India. 

## Descripción
Son enredaderas que alcanzan los 1-5 m de alto, poco o abundantemente ramificadas, con el látex blanco o incoloro, con raíces fibrosas. Hojas herbáceas, ovadas, basalmente cordadas o redondeadas, el ápice agudo a acuminado, adaxial como abaxialmente glabras o escasamente a densamente cubiertas de tricomas.
Las inflorescencias son extra-axilares, , pedunculadas; con raquis persistente y pedicelos glabros. Tiene un número de cromosomas de: 2n= 22 (H. acuminatum Decne., H. herbertii Elmer). 

## Taxonomía
El género fue descrito por Wight & Arn. y publicado en Contributions to the Botany of India 42. 1834.

## Especies
| - Heterostemma acuminatum - Heterostemma alatum - Heterostemma angustilobum - Heterostemma balansae - Heterostemma beddomei - Heterostemma browni |